# Фоминське (Бійський міський округ)
Фоми́нське (рос. Фоминское) — село у складі Бійського міського округу Алтайського краю, Росія.

## Населення
Населення — 1168 осіб (2010; 1187 у 2002).
Національний склад (станом на 2002 рік):
- росіяни — 95 %